# Замковая башня (Кёнигсберг)
Замковая башня — самая высокая башня Кёнигсбергского замка, колокольня Замковой церкви. Разрушена во время Второй мировой войны, руины взорваны в послевоенное время.

## История
Башня была построена в 1260 году изначально как бергфрид (нежилая оборонительная башня-цитадель) Кёнигсбергского замка. Впоследствии многократно перестраивалась и меняла своё предназначение.
В 1387 года башня была достроена и начала использоваться в качестве колокольни. В её нижней части были предусмотрены окна, выше располагались «колокольные этажи», на самом верху — несколько оборонительных этажей. Помимо функций колокольни, башня также выполняла смотровую, наблюдательную функцию. На самой верхней площадке находился наблюдатель, проживавший на нижних этажах.
В 1551 году на башне были размещены четырёхсторонние часы. В 1584 году башня была надстроена, навершие стало ступенчатым. В том же году была заложена замковая церковь, строительство продолжалось до 1597 года. После надстройки до высоты 81 м в 1600 году колокольня стала самым высоким зданием города, и оставалась им вплоть до начала XVIII века.
В 1686 году на башне был размещен флюгер с инициалами курфюрста Бранденбурга Фридриха Вильгельма I (CWF). В королевское время инициалы на флюгере не менялись. В 1688 году навершие башни было завершено восьмигранной вышкой, увенчанной куполом в стиле барокко.
В период с 1864 по 1866 гг. башня была перестроена в неоготическом стиле. Вновь был установлен флюгер 1686 года. Автором проекта выступил прусский архитектор Фридрих Август Штюлер. В 1877 году башня получила новую облицовку.
Замок и колокольня сильно пострадали при авианалётах британской авиации в 1944 году и штурме Кёнигсберга Красной армией в 1945 году. Руины башни были взорваны в послевоенное время, в 1955 году. Руины замка были взорваны и окончательно разобраны в 1967 году, по решению первого секретаря обкома КПСС Николая Коновалова.

## Хорал
С XIX века в Кёнигсберге поддерживалась немецкая традиция «Turmblasen»: ежедневно с башни звучал хорал, исполняемый на духовых инструментах. С 1628 года с колокольни замка хорал должен был ежедневно звучать два раза: в 4 часа утра и в 8 часов вечера. Год спустя был добавлен ещё один хорал, в 4 вечера. Башня также служила для оповещения горожан о пожарах и важных визитах.
С 1840 года хорал исполнялся дважды в день: в 11 утра и в 9 вечера. Утром исполнялась мелодия Вульпиуса, «Христос есть моя жизнь» (нем. Ach bleib mit deiner Gnade), вечером — «Покой всем лесам и полям» (нем. Nun ruhen alle Wälder) Хенриха Изака. Четыре музыканта капеллы ежедневно преодолевали 240 ступеней, чтобы подняться на башню. Традиция сохранялась и во времена русского присутствия в городе во время Семилетней войны. В 1935 году в рамках гляйхшальтунга должности городских музыкантов были сокращены, и их место заняли молодые музыканты из гитлерюгенда. Традиция оставалась неизменной и прервалась лишь после британских бомбардировок 1944 года.

## Проекты восстановления
Согласно проекту «Сердце города» 2015 года Королевский замок с башней подлежит полному или частичному восстановлению. Весной 2015 года на месте замка начались раскопки.

## Фотогалерея

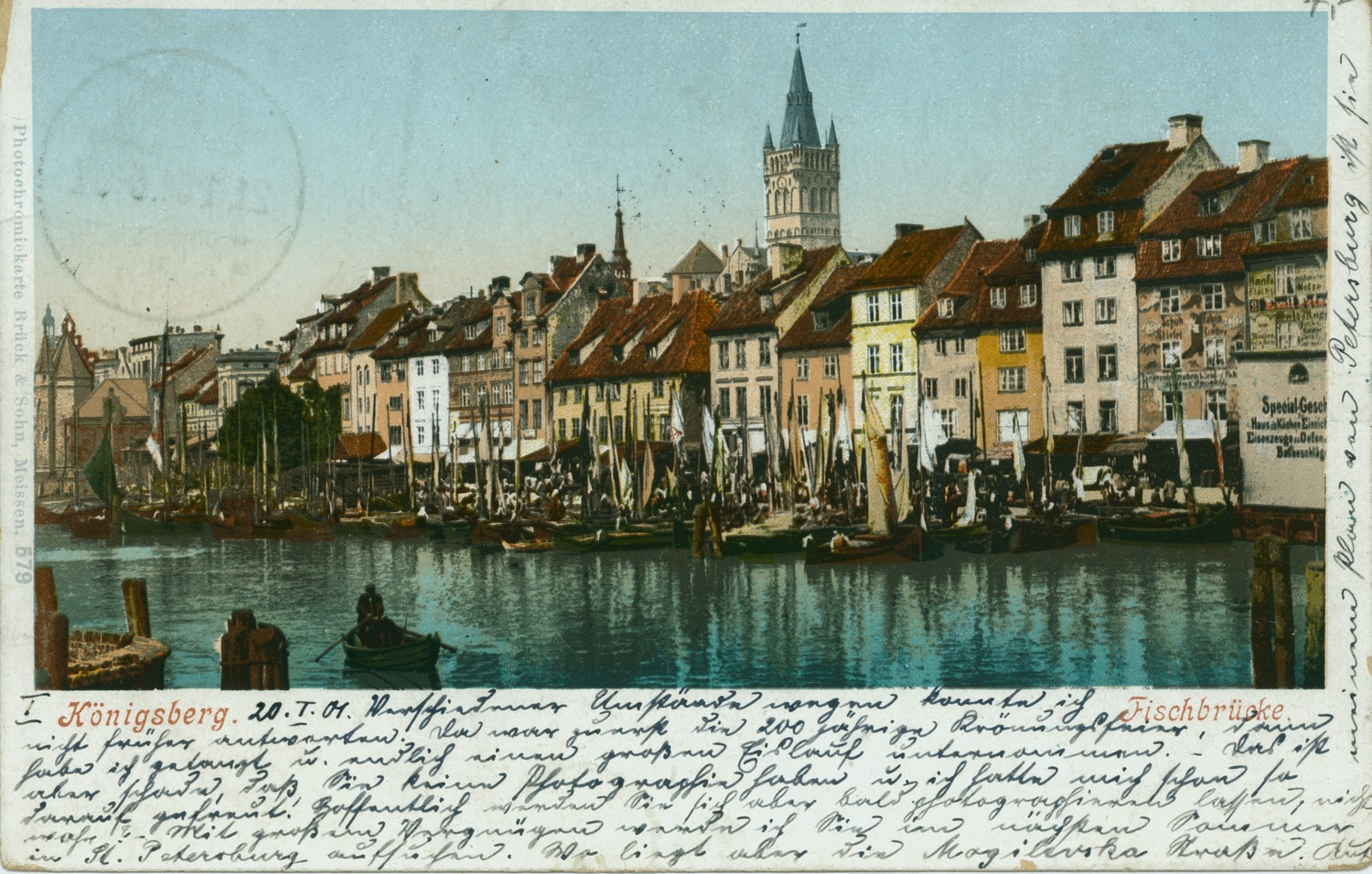
Преголя, Замковая башня (1944).
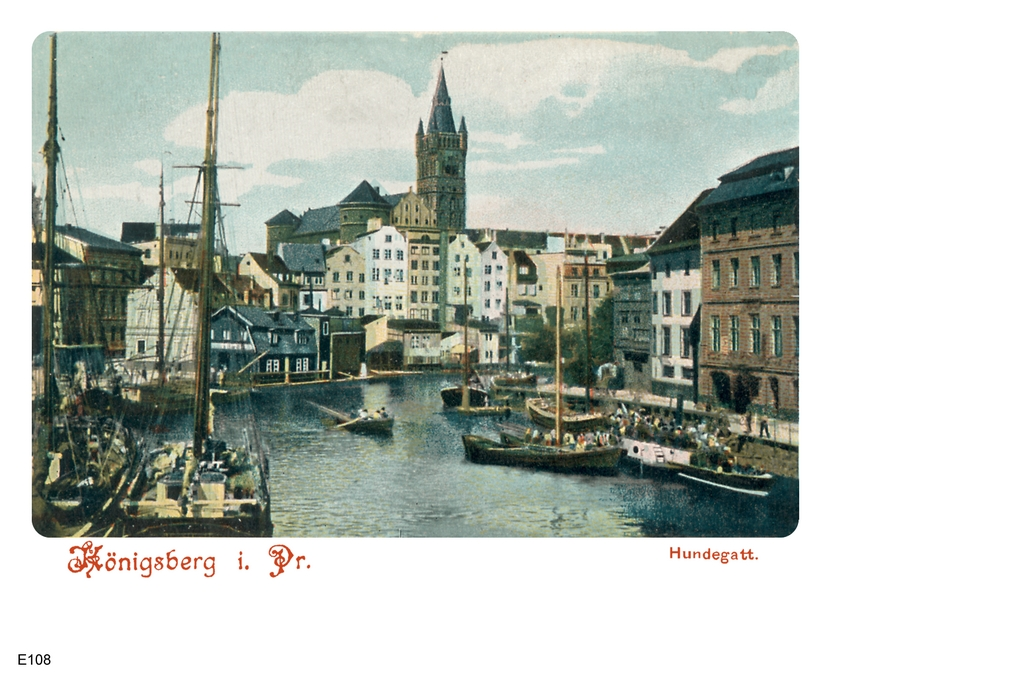
Преголя, Замковая башня
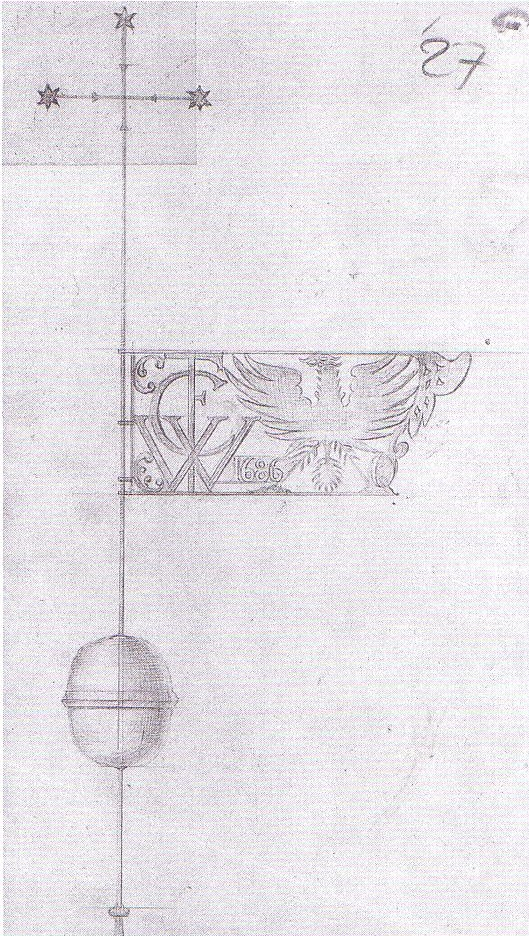
Башенный флюгер
Руины колокольни